# Jacques Boilleau d'Ausson
Pour les articles homonymes, voir Boilleau.
Cet article possède un paronyme, voir Jacques Boileau.
Jacques Boilleau d'Ausson dit Boilleau le jeune, né à Avallon le 25 mai 1751 et mort guillotiné le 31 octobre 1793 à Paris, est un homme politique français. 

## Biographie
Il est le frère cadet de Jean-Edme Boilleau, lui aussi homme politique. Sous l'Ancien Régime, il est avocat dans sa ville natale. En 1791 il est nommé juge de paix à Avallon. Le 6 septembre 1792, Boilleau est élu député à la Convention nationale par le département de l'Yonne, le quatrième sur neuf, avec 296 voix sur 539 votants. 
Lors de l'ouverture de la session, il se rallie d'emblée aux Girondins. Le 25 septembre, il attaque la Commune de Paris qu'il accuse d'exercer une véritable dictature. Il s'en prend aussi à Marat et lit à la tribune des extraits de L'Ami du peuple dans lesquels le journaliste appelle à une nouvelle insurrection. Il conclut en demandant sa mise en accusation et devient dès lors un de ses ennemis les plus acharnés. Il se prononcera ainsi pour sa comparution devant le Tribunal révolutionnaire.
Au procès de Louis XVI, Boilleau vote contre l’appel au peuple, pour la mort et contre le sursis. Il est ensuite envoyé en mission auprès de l'Armée du Nord. À son retour, il attaque une nouvelle fois Marat qu'il qualifie de "monstre".  

Le 18 mai 1793, il est élu membre de la Commission des Douze chargée de réprimer les complots contre la Convention. Ceci lui vaut d'être compris dans le décret d'arrestation lancé contre les députés girondins après les Journées du 31 mai et du 2 juin 1793. 
Traduit devant le Tribunal révolutionnaire en octobre 1793 avec les autres Girondins, il plaide contre ses coaccusés et se revendique même comme "jacobin et montagnard", mais cela ne lui permet pas de se sauver. Il est condamné à mort et guillotiné le 9 brumaire an II (30 octobre 1793). 
Son frère aîné, appelé à prendre sa place, refuse de siéger à côté des "assassins" de son frère qui est remplacé par Pierre-Edme-Nicolas Jeannest-la-Noue le 9 frimaire an II (28 novembre 1793).